# Фон Осецки-Пальм, Розалинда
Розалинда фон Осецки-Пальм (21 декабря 1919, Берлин — 7 февраля 2000, Стокгольм, Швеция) — немецко-шведская пацифистка и общественная деятельница.

## Жизнь
Розалинда фон Осецки была дочерью пацифиста Карла фон Осецкого. Её мать, Мод Личфилд-Вудс, была дочерью британского офицера и правнучкой индийской принцессы.
С 1932 по 1933 год посещала школу Оденвальда в Обер-Гамбахе. В 1933 году, вскоре после прихода к власти национал-социалистов, она эмигрировала в Англию. Там она поступила в интернат и начала обучение профессии танцовщицы. В середине 1930-х она переехала в Швецию, где и жила с тех пор. Ей пришлось отказаться от танцев, вместо этого работала социальным работником до выхода на пенсию.
Участвовала в международной кампании по присуждению отцу Нобелевской премии мира.
Позже фон Осецки-Пальм выступала за отмену приговора Карлу фон Осецкому за измену во время Веймарской республики и инициировала повторное судебное разбирательство по делу Вельтбюне. Однако в 1992 году Федеральный суд постановил, что правовые основания для пересмотра решения 1931 года отсутствовали. В то время оправдательный приговор не предусматривался законом.
В октябре 1991 года она стала почетным членом Ольденбургского университета, который носил имя её отца Карла фон Осецкого.
Во втором браке была женой журналиста Бьёрна Пальма, от которого у неё родился сын. Розалинда фон Осецки-Пальм скончалась после длительного пребывания в больнице 7 февраля 2000 г. в Стокгольме.